# Superman II
Superman II là một bộ phim siêu anh hùng Anh-Mỹ năm 1980 do Richard Lester làm đạo diễn, dựa trên nhân vật của DC Comics  Superman. Đây là phần tiếp theo của bộ phim năm 1978 Superman và có dàn diễn viên Gene Hackman, Christopher Reeve, Terence Stamp, Ned Beatty, Sarah Douglas, Margot Kidder, và Jack O'Halloran. Bộ phim đã được phát hành tại Úc và Châu Âu đại lục vào ngày 4 tháng 12 năm 1980, và ở các quốc gia khác trong suốt năm 1981. Một số cuộc hẹn chiếu đầu tiên của Superman II được thực hiện với Megasound, một hệ thống âm thanh vòm tác động cao tương tự như Sensurround. Bộ phim này được phim Superman III nối tiếp, phát hành năm 1983.
Superman II có trục trặc trong khâu sản xuất. Đạo diễn ban đầu Richard Donner đã hoàn thành, theo ước tính của ông là 75% bộ phim vào năm 1977 trước khi ông rút khỏi dự án. Nhiều cảnh quay được đạo diễn thứ hai Richard Lester, người đã từng là nhà sản xuất không được công nhận trong bộ phim đầu tiên, thực hiện. Tuy nhiên, để nhận được credit đầy đủ của đạo diễn, Lester đã phải quay lại 51% bộ phim, bao gồm cả việc quay lại một số đoạn phim ban đầu đã được Donner thực hiện. Theo các tuyên bố của Donner, khoảng 25% đoạn quay chưa biên tập của Superman II chứa các cảnh quay của ông, bao gồm tất cả các cảnh của Gene Hackman. Năm 2006, bộ phim được phát hành lại có tựa đề Superman II: The Richard Donner Cut, phục hồi tối đa các thước phim ban đầu của Donner bao gồm cả cảnh phim đã xóa của Marlon Brando trong vai Jor-El.
Bộ phim nhận được những nhận xét tích cực từ các nhà phê bình điện ảnh, họ ca ngợi những hiệu ứng thị giác và câu chuyện, cũng như diễn xuất của Reeve. Phim thu về 190 triệu đô la Mỹ so với ngân sách sản xuất 54 triệu đô la. Ba năm sau khi phát hành của bộ phim, phần tiếp theo thứ hai, Superman III, được phát hành với Lester tiếp tục làm đạo diễn.